# Keegan Allen
Keegan Phillip Allen (ur. 22 lipca 1989 w Los Angeles) – amerykański aktor, fotograf, pisarz i muzyk. Odtwórca głównej roli Toby’ego Cavanaugha w serialu ABC Family / Freeform Słodkie kłamstewka (2010–2017).

## Życiorys
Urodził się i dorastał w Los Angeles, w stanie Kalifornia jako syn artystki malarki Joan Snyder i aktora Phillipa R. Allena (m.in. kapitan J.T. Esteban w Star Trek III: W poszukiwaniu Spocka). 
W wieku 13 lat otrzymał swoją pierwszą rolę w niezależnym filmie na kanale Animal Planet. Studiował edycję wideo i produkcję w liceum.
W kwietniu 2012 spotykał się z kanadyjską aktorką i modelką Shay Mitchell.

## Wybrana filmografia

### Filmy
- 2002: Small Emergencies jako syn właściciela papużki Aleksandretty
- 2010: As a Last Resort jako kierowca
- 2013: Palo Alto jako uczeń kolegium #1
- 2013: The Hazing Secret jako Trent Rothman
- 2014: The Sound and the Fury
- 2014: Bukowski jako Jimmy Haddox

### Seriale TV
- 2010: Big Time Rush jako model #2
- 2010-2017: Słodkie kłamstewka (Pretty Little Liars) jako Toby Cavanaugh
- 2011: CSI: Kryminalne zagadki Las Vegas (C.S.I.: Crime Scene Investigation) jako Max Ferris
- 2013: Jak ja nie znoszę mojej córki (I Hate My Teenage Daughter) jako Jake
- 2015: Young & Hungry jako Tyler
- 2017: Mroczne zagadki Los Angeles (Major Crimes) jako Aiden Reed
- 2019: What/If jako Billy
- 2019: Rick i Morty (Rick and Morty) jako	Partygoer
- 2021-2022: Walker jako William „Liam” Walker

## Nagrody
| Rok  | Nagroda                     | Kategoria                                         | Tytuł               | Rezultat  |
| ---- | --------------------------- | ------------------------------------------------- | ------------------- | --------- |
| 2011 | Teen Choice Awards          | Wybór letniego gwiazdora telewizyjnego            | Słodkie kłamstewska | Nominacja |
| 2013 | Teen Choice Awards          | Wybór letniego gwiazdora telewizyjnego            | Słodkie kłamstewska | Wygrana   |
| 2013 | Nagroda magazynu „TV Guide” | Ulubiony czarny charakter (razem z Janel Parrish) | Słodkie kłamstewska | Nominacja |
| 2014 | Teen Choice Awards          | Choice TV Actor: Drama                            | Słodkie kłamstewska | Nominacja |
| 2015 | Teen Choice Awards          | Choice TV Actor: Drama                            | Słodkie kłamstewska | Nominacja |
| 2016 | Teen Choice Awards          | Choice TV Actor: Drama                            | Słodkie kłamstewska | Nominacja |